# Marian Marczewski
Marian Mirosław Marczewski (ur. 9 sierpnia 1948 w Turku) – polski polityk, milicjant, poseł na Sejm II, III i IV kadencji, w latach 1998–2001 burmistrz Turku.

## Życiorys
Ukończył w 1985 studia na Wydziale Prawno-Administracyjnym Akademii Spraw Wewnętrznych. Jest też absolwentem (podchorążym) Wyższej Szkoły Oficerskiej w Szczytnie (1975). Od 1968 pracował w Milicji Obywatelskiej. Był kontrolerem i starszym inspektorem wydziału ruchu drogowego oraz naczelnikiem wydziału prewencji komendy wojewódzkiej MO w Koninie. W latach 80. dowodził jednostką ZOMO w Turku, która w stanie wojennym m.in. rozpędzała opozycyjne manifestacje w Poznaniu i Wrocławiu.
W 1960 wstąpił do Związku Harcerstwa Polskiego. Był członkiem PZPR od 1966 do rozwiązania. W latach 1998–2001 pełnił funkcję burmistrza Turku. Z ramienia Sojuszu Lewicy Demokratycznej od 1993 do 2005 sprawował mandat posła na Sejm II, III i IV kadencji. W 2004 przeszedł do Socjaldemokracji Polskiej, w 2005 bez powodzenia ubiegał się o reelekcję. W 2006 ponownie zasiadł w radzie miasta Turek, powrócił też do SLD. W 2010 został ponownie wybrany, a w 2014 wszedł w skład rady powiatu tureckiego. W 2011 i 2015 ponownie kandydował bezskutecznie do Sejmu. W 2024 uzyskał mandat radnego miejskiego z ramienia Koalicji Obywatelskiej (kandydował z jej list w ramach porozumienia między KO a Nową Lewicą).